# نقش جدید چاقالو
نقش جدید چاقالو (انگلیسی: Fatty's New Role) فیلمی کوتاه به کارگردانی راسکو آرباکل محصول سال ۱۹۱۵ کشور ایالات متحده آمریکا است.

## بازیگران
- راسکو آرباکل
- مک سوین
- جو بوردو
- گلن کاوندر
- بابی دان
- بیلی گیلبرت
- فرانک هیز
- ادگار کندی
- هنک من
- فرانک آپرمن
- فریتس شِـید
- ال سنت جان
- اسلیم سامرویل
- لوک